# Ekonomika Evropské unie

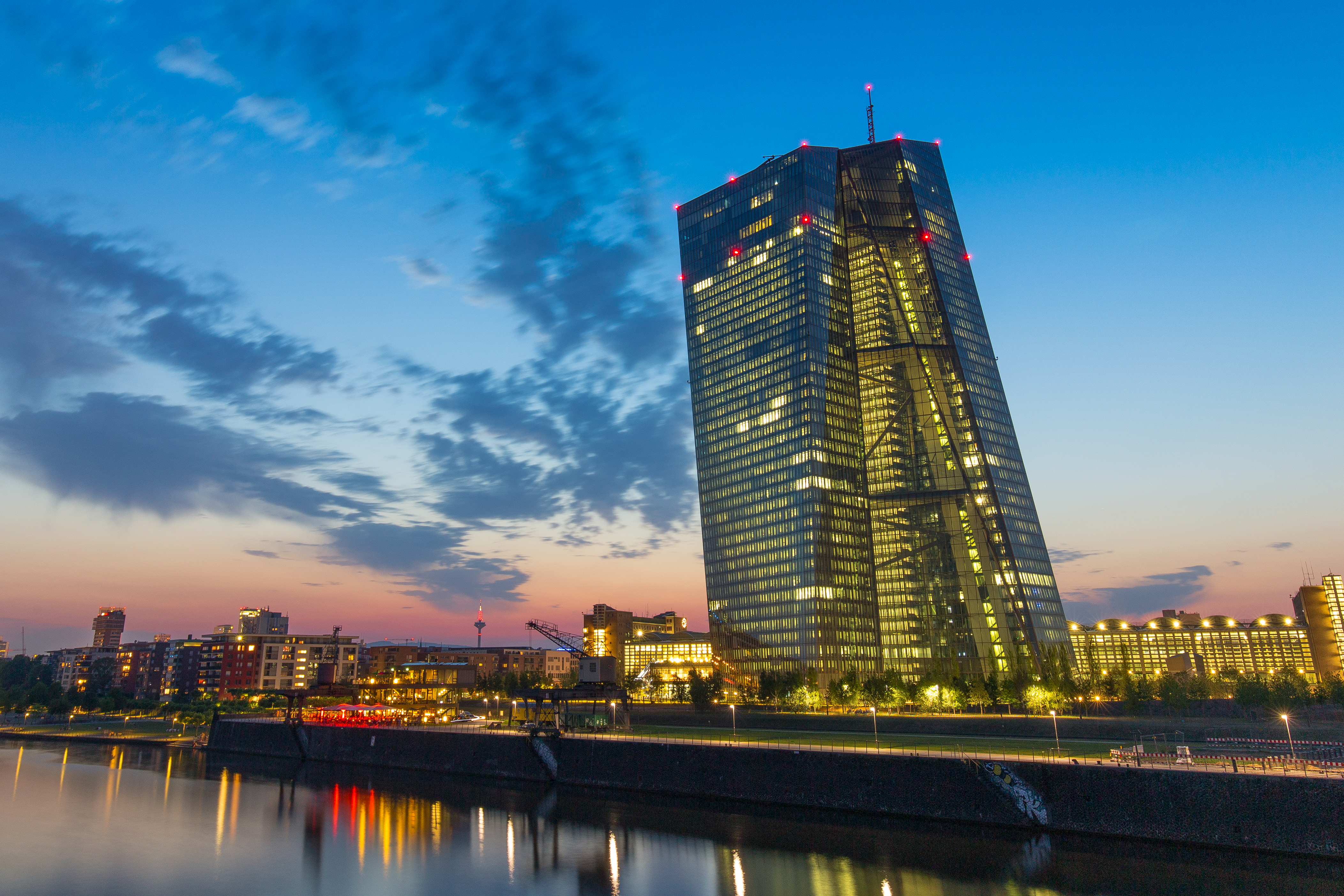
Frankfurt nad Mohanem, sídlo Evropské centrální banky

Ekonomika Evropské unie (EU) je druhá největší ekonomika na světě, a to jak nominálně (po Spojených státech), tak podle parity kupní síly (po Číně). Hrubý domácí produkt (HDP) EU byl v roce 2015 odhadnut na 15 bilionů eur, což představovalo zhruba 22 % celosvětové ekonomiky.
Ekonomika EU je tvořena evropským jednotným trhem 27 smíšených ekonomik, založeným na principu volného trhu a evropském sociálním modelu. Celkem 20 z 27 členských států používá společnou měnu euro, které je druhou největší rezervní měnou a druhou nejobchodovanější měnou po americkém dolaru na světě.

## Zahraniční obchod a celní politika
Dne 23. března 2018 zavedly USA clo na dovoz hliníku ve výši 10 % a na dovoz oceli ve výši 25 %. Pro EU byla na dovoz oceli a hliníku zavedena výjimka platná do konce května téhož roku. Unie se snažila změnit dočasnou výjimku v trvalou, ale ještě koncem května Spojené státy signalizovaly, že výjimka prodloužena nebude. Kvůli tomu Unie předložila Světové obchodní organizaci (WTO) seznam amerických produktů, na které by EU uvalila vysoká odvetná cla.
V souvislosti s přístupem Spojených států k mezinárodnímu obchodu EU vyjednala dohody o uvolnění překážek ve vzájemném obchodu s Kanadou, Japonskem, Vietnamem, Singapurem a Mexikem a snažila se uzavřít dohody s Austrálií a Novým Zélandem.
Objem vzájemného obchodu EU s Austrálií byl v roce 2017 ve výši 47,7 miliard eur.